# Šenkvice
Šenkvice es un municipio del distrito de Pezinok en la región de Bratislava, Eslovaquia, con una población estimada a final del año 2024 de 5338 habitantes.
Se encuentra ubicado al este de la región, en el valle del río Morava y cerca de la frontera con la región de Trnava y con Austria.

## Demografía
| Año        | 1994 | 2004    | 2014    | 2024     |
| ---------- | ---- | ------- | ------- | -------- |
| Población  | 4000 | 4327    | 4645    | 5338     |
| Diferencia |      | +8,17 % | +7,34 % | +14,91 % |

| Año        | 2023 | 2024    |
| ---------- | ---- | ------- |
| Población  | 5352 | 5338    |
| Diferencia |      | −0,26 % |